# Holmesel
Holmesel ist eine osttimoresische Aldeia im Suco Sibuni (Verwaltungsamt Bobonaro, Gemeinde Bobonaro). 2015 lebten in der Aldeia 346 Menschen.

## Geographie
Holmesel liegt im Südosten des Sucos Sibuni. Nordwestlich befindet sich die Aldeia Sibuni. Im Osten grenzt Holmesel an den Suco Lour und im Süden an den Suco Molop. Die Grenze zu Lour bildet der Fluss Loumea. Im Zentrum der Aldeia liegt das Dorf Holmesel. Hier befinden sich eine Kapelle und eine Grundschule.

## Politik
2023 wurde Agustinho Pacheco zum Chefe de Aldeia gewählt.